# ساتورو ۸۴۸۵
سیارک ۸۴۸۵ (به انگلیسی: 8485 Satoru، نامگذاری:1989FL) هشت هزار و چهارصد و هشتاد و پنجمین سیارک کشف شده‌است که در ۲۹ مارس ۱۹۸۹ کشف شد.
قدر مطلق سیارک برابر ۱۳٫۴۰ است.